# Gran Premio motociclistico d'Australia 1998
Il Gran Premio motociclistico d'Australia 1998 corso il 4 ottobre, è stato il tredicesimo Gran Premio della stagione 1998 e ha visto vincere Mick Doohan nella classe 500, Valentino Rossi nella classe 250 e Masao Azuma nella classe 125.
Al termine del Gran Premio vengono matematicamente assegnati i titoli della 500 a Mick Doohan e quello della 125 a Kazuto Sakata.

## Classe 500

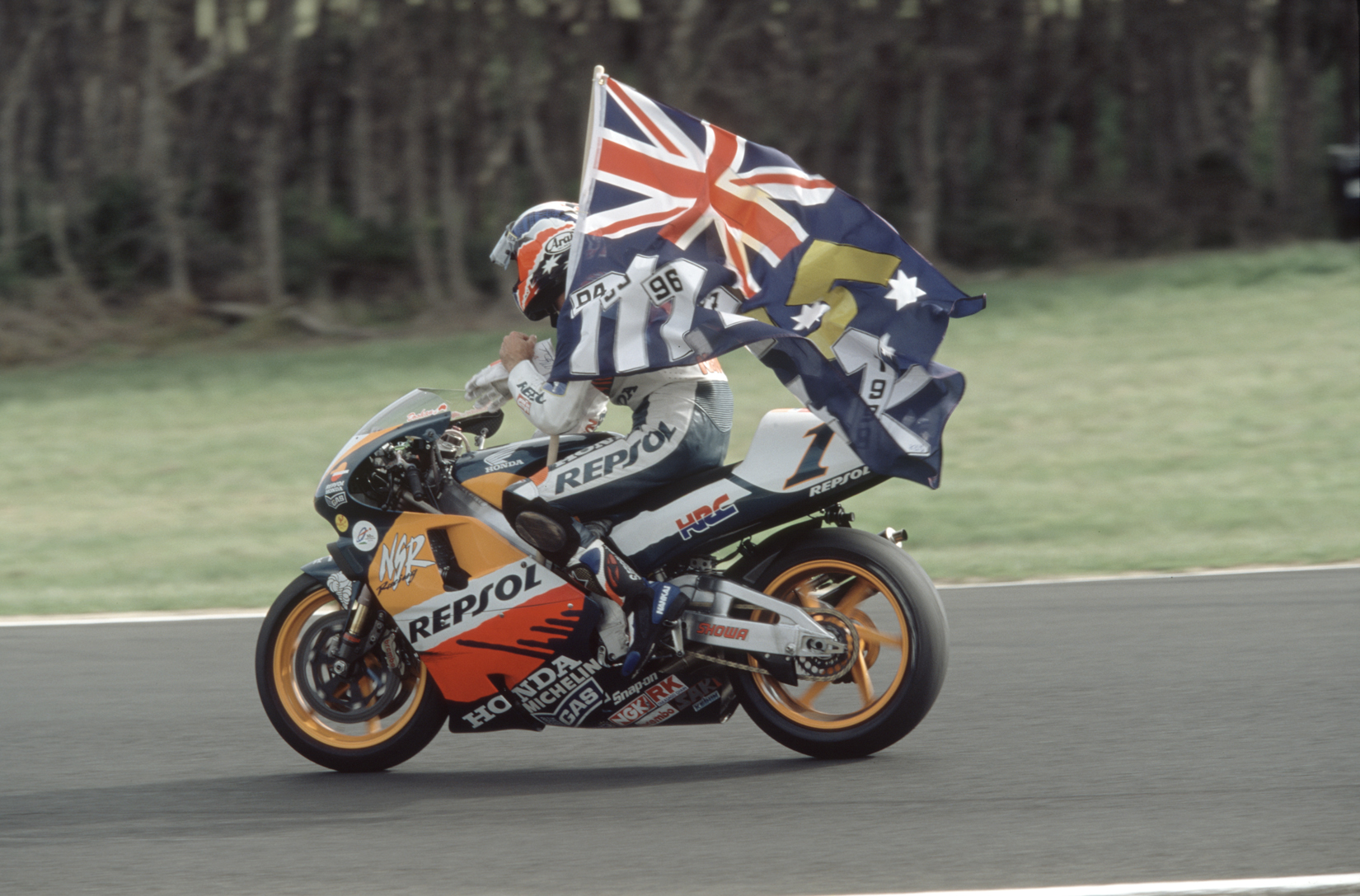
Doohan festeggia dopo aver vinto la gara e il suo quinto campionato mondiale nella classe 500

### Arrivati al traguardo
| Pos | Nº | Pilota                   | Squadra                | Motocicletta | Giri | Tempo     | Griglia | Punti |
| --- | -- | ------------------------ | ---------------------- | ------------ | ---- | --------- | ------- | ----- |
| 1   | 1  | Mick Doohan              | Repsol Honda           | Honda        | 27   | 42:42.511 | 1       | 25    |
| 2   | 11 | Simon Crafar             | Red Bull Yamaha WCM    | Yamaha       | 27   | +0.818    | 4       | 20    |
| 3   | 4  | Àlex Crivillé            | Repsol Honda           | Honda        | 27   | +2.684    | 7       | 16    |
| 4   | 9  | Alex Barros              | Honda Gresini          | Honda        | 27   | +2.727    | 5       | 13    |
| 5   | 5  | Norifumi Abe             | Yamaha Team Rainey     | Yamaha       | 27   | +9.060    | 9       | 11    |
| 6   | 3  | Nobuatsu Aoki            | Suzuki Grand Prix      | Suzuki       | 27   | +12.961   | 11      | 10    |
| 7   | 55 | Régis Laconi             | Red Bull Yamaha WCM    | Yamaha       | 27   | +13.056   | 8       | 9     |
| 8   | 6  | Max Biaggi               | Marlboro Team Kanemoto | Honda        | 27   | +14.111   | 2       | 8     |
| 9   | 2  | Tadayuki Okada           | Repsol Honda           | Honda        | 27   | +36.458   | 6       | 7     |
| 10  | 10 | Kenny Roberts Jr         | Team Roberts           | Modenas KR3  | 27   | +43.354   | 12      | 6     |
| 11  | 17 | Jurgen van den Goorbergh | Dee Cee Jeans Racing   | Honda        | 27   | +1:00.551 | 16      | 5     |
| 12  | 19 | John Kocinski            | MoviStar Honda Pons    | Honda        | 27   | +1:05.755 | 3       | 4     |
| 13  | 23 | Matt Wait                | F.C.C. TSR             | Honda        | 27   | +1:07.659 | 18      | 3     |
| 14  | 33 | Mark Willis              | Suzuki Grand Prix      | Suzuki       | 27   | +1:10.720 | 15      | 2     |
| 15  | 88 | Scott Smart              | Millar Honda Britain   | Honda        | 27   | +1:30.432 | 20      | 1     |
| 16  | 14 | Juan Borja               | Shell Advance Racing   | Honda        | 26   | +1 giro   | 19      |       |

### Ritirati
| Nº | Pilota            | Squadra               | Motocicletta | Giri | Griglia |
| -- | ----------------- | --------------------- | ------------ | ---- | ------- |
| 22 | Sébastien Gimbert | Tecmas Honda Elf      | Honda        | 20   | 21      |
| 57 | Fabio Carpani     | Polini Inoxmacel      | Honda        | 13   | 23      |
| 42 | Craig Connell     | Shell Advance Racing  | Honda        | 7    | 17      |
| 28 | Ralf Waldmann     | Marlboro Team Roberts | Modenas KR3  | 6    | 10      |
| 18 | Garry McCoy       | Shell Advance Racing  | Honda        | 4    | 22      |
| 15 | Sete Gibernau     | Repsol Honda          | Honda        | 2    | 13      |

### Non partito
| Nº | Pilota       | Squadra             | Motocicletta | Griglia |
| -- | ------------ | ------------------- | ------------ | ------- |
| 8  | Carlos Checa | MoviStar Honda Pons | Honda        | 14      |

## Classe 250

### Arrivati al traguardo
| Pos | Nº | Pilota              | Squadra                   | Motocicletta | Giri | Tempo     | Griglia | Punti |
| --- | -- | ------------------- | ------------------------- | ------------ | ---- | --------- | ------- | ----- |
| 1   | 46 | Valentino Rossi     | Nastro Azzurro Aprilia    | Aprilia      | 25   | 40:06.135 | 2       | 25    |
| 2   | 65 | Loris Capirossi     | Aprilia Grand Prix Racing | Aprilia      | 25   | +1.339    | 1       | 20    |
| 3   | 19 | Olivier Jacque      | Chesterfield Elf Tech 3   | Honda        | 25   | +1.421    | 6       | 16    |
| 4   | 50 | Shin'ya Nakano      | BP Yamaha Racing          | Yamaha       | 25   | +8.461    | 3       | 13    |
| 5   | 5  | Tōru Ukawa          | Benetton Honda            | Honda        | 25   | +30.795   | 7       | 11    |
| 6   | 4  | Stefano Perugini    | Castrol 250               | Honda        | 25   | +31.875   | 8       | 10    |
| 7   | 8  | Luis d'Antín        | Antena 3 Yamaha           | Yamaha       | 25   | +42.304   | 11      | 9     |
| 8   | 6  | Haruchika Aoki      | F.C.C. TSR                | Honda        | 25   | +42.740   | 5       | 8     |
| 9   | 12 | Noriyasu Numata     | Rizla Suzuki              | Suzuki       | 25   | +42.773   | 15      | 7     |
| 10  | 37 | Luca Boscoscuro     | Scuderia AGV Carrizosa    | TSR Honda    | 25   | +45.696   | 13      | 6     |
| 11  | 16 | Johan Stigefelt     | Rizla Suzuki              | Suzuki       | 25   | +47.850   | 16      | 5     |
| 12  | 7  | Takeshi Tsujimura   | Semprucci Biesse-Gro      | Yamaha       | 25   | +48.121   | 19      | 4     |
| 13  | 44 | Roberto Rolfo       | Scuderia AGV Carrizosa    | TSR Honda    | 25   | +1:16.123 | 22      | 3     |
| 14  | 25 | Yasumasa Hatakeyama | Penguin Racing            | Honda        | 25   | +1:16.438 | 18      | 2     |
| 15  | 18 | Osamu Miyazaki      | Edo Racing                | Yamaha       | 25   | +1:16.524 | 21      | 1     |
| 16  | 64 | Shaun Geronimi      | Rgv Spares                | Yamaha       | 24   | +1 giro   | 24      |       |
| 17  | 43 | David Horton        | Taylor Racing             | Honda        | 24   | +1 giro   | 26      |       |
| 18  | 22 | Matthieu Lagrive    | Chesterfield Elf Tech 3   | Honda        | 24   | +1 giro   | 27      |       |
| 19  | 41 | Federico Gartner    | PR2 Mitsubishi Elaion     | Aprilia      | 24   | +1 giro   | 25      |       |
| 20  | 63 | Craig Frederickson  | Allect Racing             | Honda        | 24   | +1 giro   | 29      |       |

### Ritirati
| Nº | Pilota            | Squadra                   | Motocicletta | Giri | Griglia |
| -- | ----------------- | ------------------------- | ------------ | ---- | ------- |
| 24 | Jason Vincent     | Padgetts HRC Shop         | TSR Honda    | 18   | 20      |
| 9  | Jeremy McWilliams | QUB Team Optimum          | TSR Honda    | 16   | 14      |
| 21 | Franco Battaini   | Edo Racing                | Yamaha       | 16   | 10      |
| 27 | Sebastián Porto   | PR2 Mitsubishi Elaion     | Aprilia      | 16   | 9       |
| 42 | William Strugnell | Strugnell Racing          | Yamaha       | 15   | 28      |
| 31 | Tetsuya Harada    | Aprilia Grand Prix Racing | Aprilia      | 14   | 4       |
| 17 | José Luis Cardoso | Antena 3 Yamaha           | Yamaha       | 9    | 12      |
| 14 | Davide Bulega     | OXS Matteoni              | ERP-Honda    | 9    | 23      |

### Non partito
| Nº | Pilota          | Moto    | Griglia |
| -- | --------------- | ------- | ------- |
| 15 | Martin Craggill | Aprilia | 17      |

### Non qualificato
| Nº | Pilota         | Moto   |
| -- | -------------- | ------ |
| 62 | Adam Brunskill | Yamaha |

## Classe 125

### Arrivati al traguardo
| Pos | Nº | Pilota             | Squadra                    | Motocicletta | Giri | Tempo     | Griglia | Punti |
| --- | -- | ------------------ | -------------------------- | ------------ | ---- | --------- | ------- | ----- |
| 1   | 20 | Masao Azuma        | Mac Motors Liegeois Comp.  | Honda        | 23   | 38:56.336 | 4       | 25    |
| 2   | 3  | Tomomi Manako      | UGT - 3000                 | Honda        | 23   | +0.025    | 2       | 20    |
| 3   | 13 | Marco Melandri     | Benetton Matteoni          | Honda        | 23   | +0.044    | 1       | 16    |
| 4   | 4  | Kazuto Sakata      | UGT 3000                   | Aprilia      | 23   | +2.403    | 3       | 13    |
| 5   | 41 | Yōichi Ui          | Yamaha Kurz Aral           | Yamaha       | 23   | +2.847    | 5       | 11    |
| 6   | 15 | Roberto Locatelli  | Polini Inoxmacel           | Honda        | 23   | +4.683    | 17      | 10    |
| 7   | 10 | Lucio Cecchinello  | Givi Honda LCR             | Honda        | 23   | +5.204    | 12      | 9     |
| 8   | 39 | Jaroslav Huleš     | UGT 3000                   | Honda        | 23   | +12.758   | 9       | 8     |
| 9   | 8  | Gianluigi Scalvini | Polini Inoxmacel           | Honda        | 23   | +15.711   | 10      | 7     |
| 10  | 23 | Gino Borsoi        | Motoracing                 | Aprilia      | 23   | +22.620   | 19      | 6     |
| 11  | 26 | Ivan Goi           | Vasco Rossi Racing         | Aprilia      | 23   | +24.381   | 18      | 5     |
| 12  | 32 | Mirko Giansanti    | OXS Matteoni               | Honda        | 23   | +24.415   | 6       | 4     |
| 13  | 29 | Ángel Nieto Jr     | Via Digital Team           | Aprilia      | 23   | +24.795   | 20      | 3     |
| 14  | 9  | Frédéric Petit     | UGT 3000 - RMS             | Honda        | 23   | +25.156   | 13      | 2     |
| 15  | 22 | Steve Jenkner      | Marlboro Team ADAC         | Aprilia      | 23   | +25.254   | 21      | 1     |
| 16  | 5  | Masaki Tokudome    | Docshop Racing             | Aprilia      | 23   | +28.938   | 16      |       |
| 17  | 17 | Enrique Maturana   | Yamaha Kurz Aral           | Yamaha       | 23   | +41.540   | 23      |       |
| 18  | 2  | Noboru Ueda        | Givi Honda LCR             | Honda        | 23   | +41.615   | 11      |       |
| 19  | 19 | Andrea Ballerini   | Semprucci Biesse-Gro       | Yamaha       | 23   | +42.645   | 14      |       |
| 20  | 45 | Jay Taylor         | Taylor Racing              | Honda        | 23   | +54.654   | 24      |       |
| 21  | 7  | Emilio Alzamora    | Via Digital Team           | Aprilia      | 23   | +1:01.832 | 22      |       |
| 22  | 65 | Andrea Iommi       | Team Pileri                | Honda        | 23   | +1:05.886 | 25      |       |
| 23  | 43 | Peter Galvin       | Teknic Motorcycle Clothing | Honda        | 23   | +1:18.589 | 27      |       |

### Ritirati
| Nº | Pilota               | Squadra                   | Motocicletta | Giri | Griglia |
| -- | -------------------- | ------------------------- | ------------ | ---- | ------- |
| 44 | Judd Greedy          | Southern Cross Sports     | Honda        | 22   | 29      |
| 46 | Anthony West         | Christopher West Plumbing | Honda        | 12   | 26      |
| 59 | Jerónimo Vidal       | Valencia Aspar            | Aprilia      | 12   | 15      |
| 21 | Arnaud Vincent       | Scrab Competition         | Aprilia      | 12   | 8       |
| 62 | Yoshiaki Katō        | Semprucci Biesse-Gro      | Yamaha       | 2    | 7       |
| 24 | Alessandro Romagnoli | Scuderia Alfa Nolan       | Aprilia      | 2    | 28      |

### Non partito
| Nº | Pilota             | Moto  | Griglia |
| -- | ------------------ | ----- | ------- |
| 42 | Chedryian Bresland | Honda | 30      |